# Carta a Pítocles

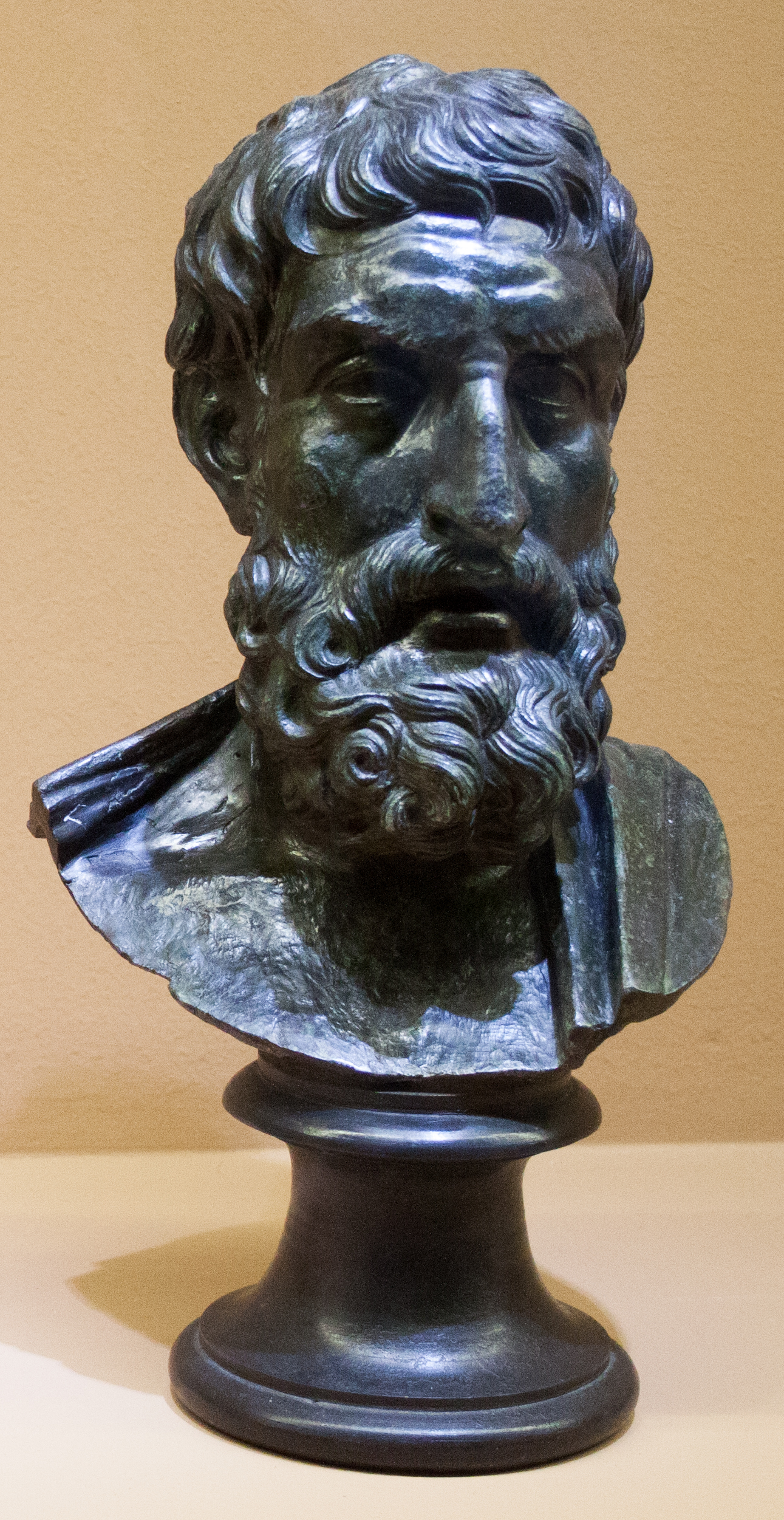
Busto de Epicuro de la Villa de los Papiros.

La Carta a Pítocles o Epístola a Pítocles (en griego antiguo: Ἐπιστολὴ πρὸς Πυθοκλήν) es un texto de Epicuro dedicado a los fenómenos astronómicos así como a los meteorológicos o fenómenos naturales.

## Transmisión de texto
Con la Carta a Heródoto y la Carta a Meneceo, la Carta a Pítocles es uno de los raros textos de Epicuro que han llegado a nuestros tiempos.
El texto de la Carta ha sido conservado por Diógenes Laercio, quien lo transcribe en el Libro X de sus Vidas, opiniones y sentencias de los filósofos más ilustres.  Dedicado a Epicuro, el libro X de Laercio también reproduce las otras dos cartas, y un conjunto de 40 máximas llamadas "Capitales". Hasta la publicación en 1888 de máximas de un manuscrito vaticano, la transcripción de Diógenes Laercio constituye la integral del corpus atribuido a Epicuro.

## Contenido
La Carta a Pítocles está dedicada a los fenómenos celestes (Sol, Luna, estrellas, cometas, eclipses...) y a los fenómenos meteorológicos (vientos, lluvia, granizo, rayos, ciclones, arco iris, terremotos).
Pítocles le pidió que simplemente resumiera su doctrina sobre esto, y Epicuro da una lista detallada de todas las posibles causas de su nacimiento y variaciones, así como explicaciones plausibles en cuanto a su naturaleza y causas.
De hecho, hay todo tipo de posibilidades, porque ninguno de los fenómenos los invalida para este mundo en el que no es posible captar un término. Este enfoque es lo contrario de la de Aristóteles, que excluye la multiplicidad, ya sea real o teorizada por filósofos.
Si la experiencia de los sentidos nos permite comprender los fenómenos para establecer las hipótesis justas, nos vemos reducidos a la conjetura de los fenómenos cósmicos que no son accesibles a los sentidos. Varias hipótesis pueden ser propuestas, incluso si son contradictorias, por ejemplo, para explicar los movimientos de la Luna y el Sol.
Para Epicuro, el conocimiento de los "meteoros" es indispensable para exorcizar el temor a los dioses. Este conocimiento es solo conjetural, y muestra que puede haber varias explicaciones, igualmente plausibles, de los fenómenos celestes; es imposible reducir la multiplicidad de fenómenos a un solo principio explicativo. Proviene de la situación del ser humano, a quien estos fenómenos no son directamente accesibles hasta los límites de su inteligencia. La sabiduría es apegarse a los límites de la experiencia cercana para conocer e intentar comprender las realidades naturales. Esta es la única manera de protegerse contra los miedos y ansiedades relacionados con los mitos y teorías de lo sobrenatural.